# Gmina Ilinden
Gmina Ilinden (mac. Општина Илинден) – gmina w północnej Macedonii Północnej.
Graniczy z gminami: Araczinowo od północy, Petrowec od południa, Gazi Baba od zachodu oraz Kumanowo od wschodu.
Skład etniczny
- 87,83% – Macedończycy
- 5,74% – Serbowie
- 2,69% – Romowie
- 2,21% – Albańczycy
- 1,53% – pozostali

W skład gminy wchodzi:
- 12 wsi: Ajwatowci, Buczinci, Bujkowci, Bunardżik, Deładrowci, Ilinden, Kadino, Marino, Miładinowci, Mralino, Mrszewci, Tekija.